# Kunwar Digvijay Singh
Kunwar Digvijay Singh Babu (* 22. Februar 1922 in Barabanki; † 27. März 1978 in Lucknow) war ein indischer Hockeyspieler. Er erhielt mit der indischen Nationalmannschaft die Goldmedaille bei den Olympischen Spielen 1948 in London und 1952 in Helsinki.

## Karriere
Die indische Mannschaft gewann bei den Olympischen Spielen 1948 ihre drei Vorrundenbegegnungen und bezwang im Halbfinale die niederländische Mannschaft mit 2:1. Im Finale gegen die Briten siegten die Inder mit 4:0. Kunwar Singh erzielte als Halbstürmer im Turnierverlauf vier Tore, darunter den zweiten Treffer im Halbfinale.
Vier Jahre später benötigten die Inder bei den Olympischen Spielen 1952 nur zwei Siege für den Einzug ins Finale. Im Endspiel gegen die Niederländer siegte die indische Mannschaft mit 6:1. Fünf Tore im Finale erzielte Balbir Singh, den dritten Treffer steuert Kunwar Singh bei.

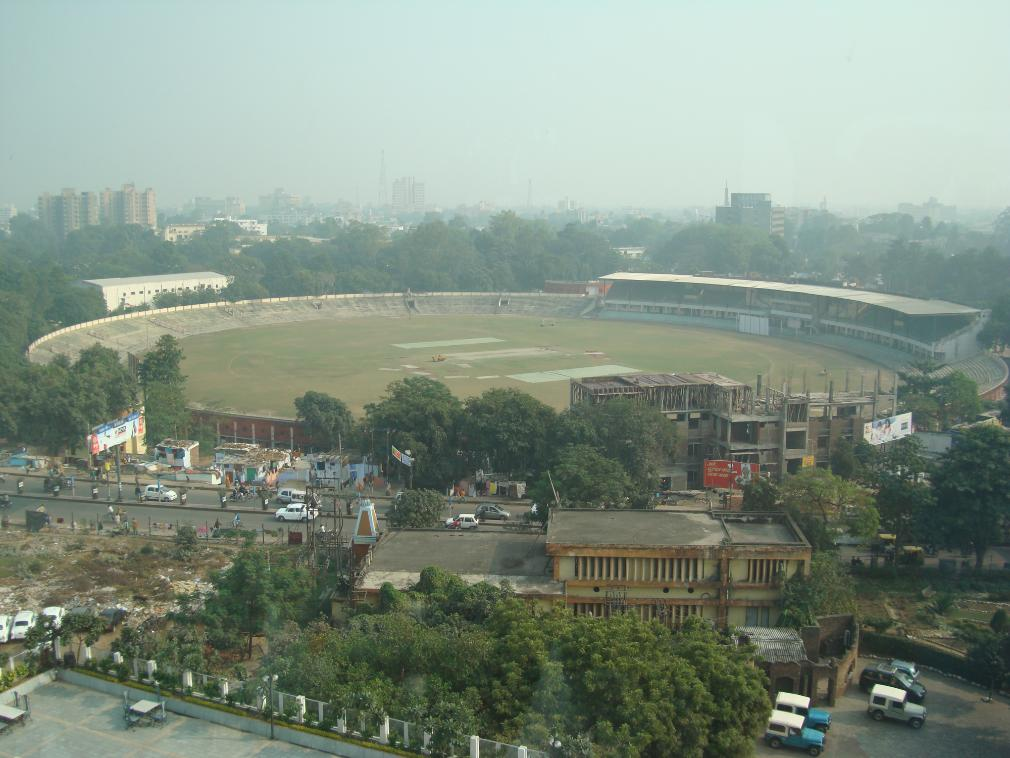
K D Singh Stadion in Lucknow

Kunwar Digvijay Singh wirkte von 1946 bis 1955 in der indischen Nationalmannschaft mit. Er wurde 1958 mit dem Padma Shri ausgezeichnet. 1972 war er Coach der indischen Mannschaft, die bei den Olympischen Spielen in München die Bronzemedaille gewann. 1978 starb er durch eine Kugel aus der eigenen Waffe. In Lucknow ist ein Stadion nach K. D. Singh benannt.